# Chênex
Chênex ist eine französische Gemeinde im Département Haute-Savoie in der Region Auvergne-Rhône-Alpes.

## Geographie
Chênex liegt auf 500 m, etwa 16 Kilometer südwestlich der Stadt Genf (Luftlinie). Das Dorf erstreckt sich auf dem Plateau am südwestlichen Rand des Genfer Beckens, am Nordfuß der Montagne de Sion, im Genevois, in der Nähe der Grenze zur Schweiz.
Die Fläche des 5,38 km² großen Gemeindegebiets umfasst einen Abschnitt des Genevois. Das Gemeindeareal wird durch den Ruisseau de Chênex nach Norden zur Laire und damit zur Rhone entwässert. Vom Waldrand bei Biolay erstreckt sich das Gebiet südwärts über ein sanft ansteigendes Plateau bis an den Fuß der Montagne de Sion. Auch große Teile des Waldgebietes Bois des Raynauds am Nordhang der Montagne de Sion gehört zu Chênex. Hier wird mit 724 m die höchste Erhebung von Chênex erreicht.
Zu Chênex gehört neben dem eigentlichen Dorf auch die Siedlung La Boutique (476 m) an der Hauptstraße unterhalb des Dorfes. Nachbargemeinden von Chênex sind Viry und Vers im Osten, Jonzier-Épagny im Süden sowie Valleiry im Westen.

## Sehenswürdigkeiten
Die Dorfkirche stammt aus dem 19. Jahrhundert.

## Bevölkerung
| Jahr                       | 1962 | 1968 | 1975 | 1982 | 1990 | 1999 | 2006 |
| Einwohner                  | 224  | 249  | 279  | 327  | 364  | 365  | 456  |
| Quellen: Cassini und INSEE |      |      |      |      |      |      |      |

Mit 790 Einwohnern (1. Januar 2022) gehört Chênex zu den kleinen Gemeinden des Département Haute-Savoie. Vor allem in den letzten Jahren wurde eine markante Bevölkerungszunahme verzeichnet.

## Wirtschaft und Infrastruktur
Chênex war bis weit ins 20. Jahrhundert hinein ein vorwiegend durch die Landwirtschaft geprägtes Dorf. Heute gibt es einige Betriebe des Klein- und Mittelgewerbes. Zahlreiche Erwerbstätige sind auch Wegpendler, die in den größeren Ortschaften der Umgebung, vor allem im Raum Genf-Annemasse, ihrer Arbeit nachgehen.
Die Ortschaft ist verkehrsmäßig gut erschlossen. Sie liegt nahe der Hauptstraße N206, die von Annemasse via Saint-Julien-en-Genevois nach Bellegarde-sur-Valserine führt. Eine weitere Straßenverbindung besteht mit Andilly.

## Persönlichkeiten
- Léon-Etienne Kardinal Duval (1903–1996), Erzbischof von Algier
- Joseph Duval (1928–2009), Erzbischof von Rouen